# Silene korshinskyi
Silene korshinskyi är en nejlikväxtart som beskrevs av Boris Konstantinovich Schischkin. Silene korshinskyi ingår i släktet glimmar, och familjen nejlikväxter. Inga underarter finns listade i Catalogue of Life.